# Izokrates

Isokratous Apanta, 1570

Izokrates (stgr. Ἰσοκράτης Isokrates; 436-338 p.n.e.) – mówca grecki, nauczyciel wymowy, twórca teorii klasycznej prozy attyckiej. Zaliczany do kanonu dziesięciu mówców. Jego zasługą jest, że dokonał klasyfikacji prozy attyckiej, wprowadzając podział na: języki poetyckie i języki prozy.

## Życiorys
Izokrates urodził się w zamożnej rodzinie mieszczańskiej. Obcował z sofistami (m.in. z Gorgiaszem) oraz z Sokratesem, którego był uczniem. Mając słaby głos nie mógł występować publicznie. Kiedy wojna peloponeska zniszczyła jego majątek, postanowił podjąć działalność dydaktyczną. Około 390 p.n.e. założył szkołę retoryczną w Atenach, którą prowadził przez 50 lat.
Szkoła Izokratesa była pierwszą regularną szkołą dla kształcenia średniego. Nauka zaczynała się jesienią, kurs trwał 3-4 lata, a uczęszczała do niej młodzież od 14-15 roku życia. Nauka była płatna. O ile początkowo kształciła uczniów attyckich, to wraz z rosnącym rozgłosem zaczęła się uczyć w niej młodzież z całej diaspory greckiej, przede wszystkim synowie książęcych i arystokratycznych rodów. Szkoła była jednocześnie zakładem wychowawczym. Retoryka w ujęciu Izokratesa mieściła w sobie zarówno ćwiczenia gramatyczne i stylistyczne, jak i materiał z dziedzin: historii, prawa, religii i filozofii, przez co kształcenie językowe stawało się ośrodkiem kształcenia i wychowania.
Podstawą kształcenia była nauka wymowy – ćwiczenie pod kierunkiem nauczyciela takich składowych części wypowiedzi jak: opowiadanie, wstęp, dowodzenie, zakończenie oraz ozdoby mowy: dobór figur, przenośni, zapytań, zwrotów.
Izokrates oddzielił język poezji od języka prozy, dając jej tylko terminy języka codziennego, ale przez nacisk na konieczność wydobycia z prozy piękna za pomocą wyboru i ułożenia wyrazów stał się twórcą prozy artystycznej.
W swojej szkole starał się unikać kar, natomiast chętnie nagradzał. Wysoko cenił wychowawczą rolę pracy, zwłaszcza podjętej dobrowolnie. Stawiał też wysokie wymagania nauczycielom – od nauczyciela żądał wysokiego poziomu moralnego, twierdząc że tym łatwiej pokieruje młodzieżą im sam jest zacniejszy.
Zasady pedagogiczne przedstawił w pismach: Do Nikoklesa – w którym rozwijał ideał dobrego panującego; Nikokles – zawiera upomnienia władcy dla podwładnych; Euagoras – pochwałę władcy.
Najbardziej znana i najważniejsza jest jego mowa polityczna Panegiryk, w której Izokrates wzywa wszystkich Greków do zjednoczenia się przeciwko Persom.
Uczniami jego byli tacy mówcy jak: Demostenes, Ajschines, Hypereides, Likurg z Aten, Teopomp z Chios, Eforos.
Usiłował wpłynąć na politykę Grecji broszurami politycznymi „Panegirikos”, „Areiopagitikos”, „Panathenaikos”. Obok dziewięciu listów, w części nieautentycznych, dochowało się 21 mów.
Był rzecznikiem stronnictwa promacedońskiego w Atenach. Izokrates widział we wzrastającej potędze Macedonii oparcie dla Grecji przeciwko Persji. Po bitwie pod Cheroneą odmówił przyjmowania pokarmu, co doprowadziło do jego śmierci.